# Ötztal-Bahnhof-Straße
De Ötztal-Bahnhof-Straße (L60) is een 510 meter lange Landesstraße (lokale weg) in het district Imst in de Oostenrijkse deelstaat Tirol. De weg is een zijweg van de Tiroler Straße (B171) en zorgt voor een verbinding met de kern Ötztal-Bahnhof (gemeente Haiming), het industriegebied rondom het station Ötztal langs de Arlbergspoorlijn. Het beheer van de straat valt onder de Straßenmeisterei Imst.